# Reinbeker Wirtschaftskonferenz Afghanistan
Die Reinbeker Wirtschaftskonferenz Afghanistan (engl.: Reinbek Economic Conference Afghanistan) war eine internationale Konferenz, um neue Ideen für den wirtschaftlichen Wiederaufbau in Afghanistan zu fördern. Diese Wirtschaftskonferenz war gemeinnützig und nicht-kommerziell. Sie fand von 2009 bis 2019 jährlich im Schloss Reinbek bei Hamburg statt. Die Teilnehmer der Konferenzen aus Afghanistan und Deutschland kamen aus den Bereichen Wirtschaft und Politik.

## Konferenzen und Themen
- Reinbeker Wirtschaftskonferenz Afghanistan 2009, 17. und 18. Juli 2009 – Thema: Investieren in und Handeln mit Afghanistan. An der Konferenz nahmen 42 afghanische und deutsche Unternehmer sowie Politiker teil.
- Reinbeker Wirtschaftskonferenz Afghanistan 2010, 9. und 10. Juli 2010 – Thema: Potenzial zur Investierung in den afghanischen Markt.
- Reinbeker Wirtschaftskonferenz Afghanistan 2011, 14. und 15. Oktober 2011 – Thema: Anregungen zur wirtschaftlichen Entwicklung Afghanistans 2012.
- Reinbeker Wirtschaftskonferenz Afghanistan 2012, 27. und 28. April 2012 – Thema: Anregungen zur wirtschaftlichen Entwicklung Afghanistans 2013.
- Reinbeker Wirtschaftskonferenz Afghanistan 2013, 7. und 8. Juni 2013 – Thema: Nachhaltige Wirtschaftsentwicklung nach 2014.
- Reinbeker Wirtschaftskonferenz Afghanistan 2014, 25. und 26. April 2014 – Thema: finanzielle Unterstützung Afghanistans.
- Reinbeker Wirtschaftskonferenz Afghanistan 2015, 05. und 06. Juni 2015 – Thema: Nachhaltiger Wirtschaftsaufbau mit deutscher Hilfe.
- Reinbeker Wirtschaftskonferenz Afghanistan 2016, 27. und 28. Mai 2016 – Thema: Nachhaltige wirtschaftliche Entwicklung Afghanistans.
- Reinbeker Wirtschaftskonferenz Afghanistan 2017, 14. und 15. Juli 2017 – Thema: Erfolge und Misserfolge der Wirtschaftspolitik Afghanistans.
- Reinbeker Wirtschaftskonferenz Afghanistan 2018, 06. und 07. Juli 2018 – Thema: Der wirtschaftliche Niedergang von Afghanistan unter Ashraf Ghani und die Auswirkung auf die Bevölkerung im Land.
- Reinbeker Wirtschaftskonferenz Afghanistan 2019, 01. und 02. November 2019 – Thema: Fairer Handel mit Afghanistan.